# برتراند (نيو برونزويك)
برتراند (بالإنجليزية: Bertrand, New Brunswick)‏ هي قرية تقع في كندا في نيو برونزويك. يقدر عدد سكانها بـ 1,137 نسمة ومساحتها 46.45 كم2 .